# شاندور گلانتس
شاندور گلانتس (مجاری: Glancz Sándor؛ ۱۹۰۸ – ۱۹۷۴) یک بازیکن تنیس روی میز اهل مجارستان بود. 
وی در مسابقات کشوری و بین‌المللی در مجموع برنده ۴ مدال طلا، ۴ مدال نقره، ۶ مدال برنز شده‌است.